# Vodní nádrž Trnávka
Vodní nádrž Trnávka (známá též jako vodní nádrž Želiv) je přehradní nádrž na řece Trnavě, která se nachází mezi Želivem a Červenou Řečicí v okrese Pelhřimov v kraji Vysočina. Byla vybudována během let 1977–1981. Hráz vodního díla, jejíž délka činí 200 m, se nachází na 1,5 říčním kilometru řeky Trnavy.

## Vodní režim
Průměrný dlouhodobý roční průtok k profilu hráze činí 2,06 m³/s. Stoletá voda zde dosahuje 128,0 m³/s.

## Využití
Hlavním účelem tohoto díla je stejně jako u ostatních představných vodních nádrží v povodí Želivky zachycení splavenin, které by jinak znečišťovaly vodárenskou nádrž Želivka-Švihov. Dále je nádrž využívána pro výrobu elektrické energie a k rekreačním účelům.

### Vodní elektrárna
V roce 1997 byla ve spojovací chodbě sdruženého objektu vybudována malá vodní elektrárna se dvěma Bánkiho turbínami o instalovaném výkonu 165 kW.

### Slalomová dráha
Pod hrází tohoto vodního díla se nachází slalomová dráha, jejíž délka přesahuje 500 m a celkové převýšení činí 9 m. Tato dráha patří mezi nejobtížnější ve střední Evropě.